# Puccinia lavroviana
Puccinia lavroviana ist eine Ständerpilzart aus der Ordnung der Rostpilze (Pucciniales). Der Pilz ist ein Endoparasit des Süßgrases Avenochloa pubescens. Symptome des Befalls durch die Art sind Rostflecken und Pusteln auf den Blattoberflächen der Wirtspflanzen. Sie kommt im östlichen Russland vor.

## Merkmale

### Makroskopische Merkmale
Puccinia lavroviana ist mit bloßem Auge nur anhand der auf der Oberfläche des Wirtes hervortretenden Sporenlager zu erkennen. Sie wachsen in Nestern, die als gelbliche bis braune Flecken und Pusteln auf den Blattoberflächen erscheinen.

### Mikroskopische Merkmale
Das Myzel von Puccinia lavroviana wächst wie bei allen Puccinia-Arten interzellulär und bildet Saugfäden, die in das Speichergewebe des Wirtes wachsen. Aecien oder Spermogonien der Art sind nicht bekannt, gleiches gilt für Uredien des Pilzes oder seine Uredosporen. Die beid-, meist aber blattunterseitig und auf Hüllrohren wachsenden Telien der Art sind schwärzlich, pulverig und lange unbedeckt. Die braunen Teliosporen sind zweizellig, lang keulenförmig und 37–62 × 12–19 µm groß. Ihre Stiele sind farblos und äußerst kurz.

## Verbreitung
Das bekannte Verbreitungsgebiet von Puccinia lavroviana umfasst den russischen Altai.

## Ökologie
Die Wirtspflanze von Puccinia lavroviana ist Avenochloa pubescens. Der Pilz ernährt sich von den im Speichergewebe der Pflanzen vorhandenen Nährstoffen, seine Sporenlager brechen später durch die Blattoberfläche und setzen Sporen frei. Die Art verfügt über einen Entwicklungszyklus, von dem bislang lediglich Telien sowie deren Wirt bekannt sind; Uredien, Spermogonien und Aecien konnten dem Pilz nicht zugeordnet werden.